# جاش کوک (بازیکن فوتبال)
جاش کوک (انگلیسی: Josh Cooke؛ زادهٔ ۴ فوریهٔ ۱۹۹۷) بازیکن فوتبال اهل بریتانیا است.
از باشگاه‌هایی که در آن بازی کرده‌است می‌توان به باشگاه فوتبال گلاستر سیتی، باشگاه فوتبال استاینز تاون، باشگاه فوتبال چلتنهام تاون، و باشگاه فوتبال سوئیندون تاون اشاره کرد.